# Équipe de Guam de rugby à XV
L'équipe de Guam de rugby à XV rassemble les meilleurs joueurs de rugby à XV de l'île de Guam.

## Histoire
L'équipe de Guam est classée à la 86e place au classement IRB du 19/12/2011

## Palmarès
- Coupe du monde
  - 1987 : pas invité
  - 1991 : pas qualifié
  - 1995 : pas qualifié
  - 1999 : pas qualifié
  - 2003 : pas qualifié